# Anghellic
Anghellic è il terzo album in studio del rapper statunitense Tech N9ne.
Nel 2001, la canzone Tormented è apparsa in una scena della serie televisiva della Fox "Dark Angel", durando per circa due minuti, come sottofondo a una scena al bar, nella seconda stagione della serie.
Una nuova edizione dell'album è uscita nel 2003 con alcune canzoni in più, e il suono rimasterizzato, con il nome di Anghellic: Reparation. Questa versione dell'album è stata messa in commercio dalla Strange Music, dopo i conflitti con la JCOR, presenti al momento della pubblicazione della prima edizione.

## Ricezione
| Recensione | Giudizio |
| ---------- | -------- |
| AllMusic   |          |

Nel 2009, l'album è stato inserito da Fangoria nella lista degli album iconici per il genere horrorcore".

## Tracce
1. Hellevator
2. Tormented (ft. Grant Rice)
3. Stamina
4. Sinister Tech
5. Psycho Messages
6. Psycho Bitch
7. Real Killer
8. Cursed (ft. Ifetayo Green)
9. Suicide Letters (ft. Nichia Cayson)
10. Purgatory
11. It's Alive
12. Einstein
13. P.R. 2K1
14. Here I Come
15. Who You Came To See
16. Wake Up Call
17. This Ring
18. God Complex
19. This Life (Anghellic) (ft. Bakarii, Short Nitty)
20. Going Bad
21. Heaven
22. Twisted (ft. Roger Troutman)

## Seconda edizione
Nel 2003 è uscita una seconda edizione dell'album, intitolata Anghellic: Reparation.  L'album include tre nuove tracce, non presenti nella prima edizione ("Devil Boy","Breathe", e "F.T.I." al posto di "Here I Come","P.R. 2K1",e "This Life Anghellic"). L'ordine delle tracce è leggermente modificato.

### Tracce
1. Devil Boy
2. Hellevator
3. Tormented (ft. Grant Rice)
4. Stamina
5. Sinister Tech
6. Psycho Messages
7. Psycho Bitch
8. Real Killer
9. Cursed (ft. Ifetayo Green)
10. Suicide Letters (ft. Nichia Cayson)
11. Purgatory
12. It's Alive
13. Einstein Tech N9ne
14. Breathe
15. Who You Came To See
16. Wake Up Call
17. This Ring
18. God Complex
19. F.T.I. (ft. Greed, Krizz Kaliko, Kutt Calhoun, Skatterman & Snug Brim)
20. Going Bad
21. Heaven
22. Twisted (ft. Roger Troutman)

## Campionamenti
Hellevator
- " Scene del film Hellraiser

Sinster Tech
- " Usa il ruggito di Gabara nel film Gojira Minira Gabara - All kaijū dai shingeki

Psycho Messages / Psycho Bitch
- " Colonna sonora di Halloween", di John Carpenter

Here I Come
- "Für Elise" di Ludwig van Beethoven

Twisted
- "I Want to Be Your Man" di Zapp & Roger
- "Computer Love" di Zapp & Roger

Einstein
- "Einstein", dei Beatbox Boys